# Ajuterique
Ajuterique is een gemeente (gemeentecode 0302) in het departement Comayagua in Honduras.
In het gebied werd in 1650 een dorp Quelepa gebouwd in de bergen. Op deze plaats worden nog steeds resten gevonden. Later werd Ajuterique de hoofdplaats.
Ajuterique ligt in de Vallei van Comayagua, aan de rivier Ganso.
Over de betekenis van de naam Ajuterique bestaan verschillende theorieën. Volgens één versie betekent het "Bergrug van de schildpadden", volgens een andere "Groot oog aan de voet van de berg".
Elk jaar wordt in januari een voorstelling van Driekoningen gegeven.

## Bevolking
De bevolking is als volgt verdeeld:
| Vrouwen | 5973 | 51,6% |
| Mannen  | 5606 | 48,4% |

## Dorpen
De gemeente bestaat uit vier dorpen (aldea), waarvan de grootste qua inwoneraantal: Ajuterique (code 030201) en Playitas (030203).